# Platzl (Gemeinde Leutasch)
Platzl ist ein Ort in Nordtirol, und Gemeindeteil von Leutasch im Bezirk Innsbruck-Land, Tirol.

## Geographie

Platzl 112, Nebengebäude mit Bildstock

Die Rotte liegt im Leutaschtal, 20 Kilometer nordwestlich von Innsbruck. Die Häuser liegen auf der rechten Seite der Leutascher Ache auf 1150 m ü. A. am Fuß des Hochmoos (1558 m ü. A.), wo die Buchener Straße (L 35) vom Telfs über Buchen herabkommt.
Der Ort umfasst etwa 30 Gebäude.
Nachbarorte
| Plaik   |                                             | Aue   |
|         | Kompassrose, die auf Nachbargemeinden zeigt | Obern |
| Ostbach |                                             |       |

## Kultur und Infrastruktur
Platzl hat einen Minigolfplatz, der im Winter Eislauf- und Eisstockschießplatz ist. An der Grenze zu Ostbach gibt es einen Reitstall.
Es gibt einen Einstieg zur Loipe des Tals und viele Wanderwege.
Der Ort gehört zur Tourismusregion Olympiaregion Seefeld.